# Památník Garavice

Objekty památníku.

Památník Garavice (bosensky Spomen-park Garavice) se nachází v Bosně a Hercegovině poblíž Bihaće, v západní části země. Památný komplex byl umístěn na vrcholu Ćamića. Tvoří jej dvanáct abstraktních soch rozmístěných ve volné krajině. Autorem památníku byl jugoslávský architekt Bogdan Bogdanović.
Památník připomíná zločiny z druhé světové války, které spáchaly jednotky ustašovského režimu v Chorvatsku proti občanům z okolí západobosenského Bihaće, zejména proti Srbům a Židům. Zabito bylo asi 12 000 civilistů. 
Pamětní park Garavice byl slavnostně otevřen v roce 1981. Vznik památníku iniciovalo v roce 1973 město Bihać. Památník vznikl na místě dvou masových hrobů, ve kterých bylo pohřbeno asi 7 000 těl obětí. 
Dne 7. září 2011 byl památník Garavice prohlášen kulturní památkou Bosny a Hercegoviny. 